# Benzoato di etile
Il benzoato di etile è un composto organico di formula Ph-COO-CH2CH3. A temperatura ambiente si presenta come un liquido volatile dall'odore caratteristico, poco solubile in acqua ma ben miscibile coi comuni solventi organici. In natura è presente in piccole quantità nella frutta, nel latte e nei loro derivati alimentari quali burro, vino ed alcolici in generale, nonché nel tè nero.

## Sintesi
Il benzoato di etile può essere ottenuto per esterificazione dell'acido benzoico con alcol etilico in ambiente acquoso opportunamente catalizzato.

## Proprietà terapeutiche
La molecola presenta un blando effetto anestetico locale il cui studio ha portato alla sintesi della benzocaina (para-amminobenzoato di etile), principio attivo contenuto in preparazioni (in genere pomate) indicate per il trattamento delle ustioni superficiali.